# Mezőfalva vasútállomás
Mezőfalva vasútállomás egy Fejér vármegyei vasútállomás, Mezőfalva településen, a MÁV üzemeltetésében.
Külterületen helyezkedik el, Mezőfalva központjától mintegy 4 kilométerre délkeletre, a 6228-as út vasúti felüljárójától pár száz méterre délre; közúti elérését az említett útból kiágazó 62 316-os és 62 801-es számú mellékutak biztosítják.

## Vasútvonalak
Az állomást az alábbi vasútvonalak érintik:
- Pusztaszabolcs–Paks-vasútvonal
- Mezőfalva–Rétszilas-vasútvonal

## Kapcsolódó állomások
A vasútállomáshoz az alábbi állomások vannak a legközelebb:
- Újvenyim megállóhely (Pusztaszabolcs vasútállomás, Pusztaszabolcs–Paks-vasútvonal)
- Nagykarácsony felső megállóhely (Mezőfalva–Rétszilas-vasútvonal)
- Előszállás megállóhely (Paks vasútállomás, Pusztaszabolcs–Paks-vasútvonal)

## Forgalom
| Járat | Útvonal | Gyakoriság |
| ----- | --- | ---------- |
| S431  | Dunaújváros – Újvenyim – Mezőfalva – Nagykarácsony felső – Nagykarácsony – Alap – Rétszilas alsó – Rétszilas – Sáregres – Simontornya | Napi 2 pár |
| S432  | Dunaújváros – Újvenyim – Mezőfalva – Nagykarácsony felső – Nagykarácsony – Alap – Rétszilas alsó – Rétszilas – Cece                   | Napi 3 pár |